# Phú Kim
Phú Kim là một xã thuộc huyện Thạch Thất, thành phố Hà Nội, Việt Nam.
Xã có diện tích 6,25 km², dân số năm 2021 là 11.165 người, mật độ dân số đạt 1.786 người/km². Xã có 5 thôn: Thúy Lai, Phú Nghĩa, Nội Thôn, Ngoại Thôn, Bách Kim.